# Byttneria aurantiaca
Byttneria aurantiaca är en malvaväxtart som beskrevs av Gottfried Wilhelm Johannes Mildbraed. Byttneria aurantiaca ingår i släktet Byttneria och familjen malvaväxter. Inga underarter finns listade i Catalogue of Life.